# 752
Il 752 (DCCLII in numeri romani) è un anno bisestile dell'VIII secolo.

## Eventi
- A conclusione dell'assemblea di Soissons (31 ottobre 751 - 23 gennaio 752), Pipino il Breve viene eletto re dalla nobiltà franca con l'approvazione della Chiesa cattolica.
- Battaglia di Burford, merciani e sassoni si scontrano nell'Oxfordshire.
- 26 marzo - Stefano II viene consacrato come 92º papa della Chiesa cattolica.
- Fondazione dell'Abbazia di Nonantola

## Nati
- Adelardo di Corbie, abate e santo franco († 827)
- Al-Mada'ini, storico e letterato arabo
- Drasco, condottiero obodrita († 809)

## Morti
- 15 marzo - Papa Zaccaria, papa, vescovo e santo italiano (n. 679)
- 26 marzo - Papa Stefano, cardinale e presbitero italiano